# Christopher Harvie
Christopher Harvie (* 12. September 1944 in Motherwell, North Lanarkshire) ist ein schottischer Historiker und Politiker der Scottish National Party und war zwischen 2007 und 2011 Mitglied des Parlaments von Schottland für die Wahlregion Mid Scotland and Fife.

## Leben
Harvie wuchs in St Boswells an der Grenze zu England (Scottish-Borders-Region) auf. Er besuchte die Schule in Kelso und Edinburgh. In der schottischen Hauptstadt studierte er anschließend auch Geschichte an der University of Edinburgh und erlangte dort 1966 den M.A. mit Auszeichnung ("First Class Honours") sowie 1972 den Doktortitel (PhD) mit einer Arbeit über Liberalismus und Demokratie in den Jahren 1860–1886.

### Akademische Laufbahn
Von 1969 an war er Dozent für die neugegründete Open University. Im Jahr 1980 wurde er nach Deutschland berufen, auf eine Professur für British and Irish Studies an die Eberhard-Karls-Universität in Tübingen. Diese Professur hatte er mehr als 25 Jahre inne, bis zu seinem Wechsel in die Politik seines schottischen Heimatlandes.
Harvie wurden zudem Honorarprofessuren an der University of Wales, Aberystwyth und der University of Strathclyde, Glasgow verliehen.

### Politik
Harvie war von 1969 bis 1988 Mitglied der britischen Labour Party. Zwischen 2007 und 2011 war Harvie als Listenkandidat der SNP für die Wahlregion Mid Scotland and Fife als Abgeordneter im schottischen Parlament tätig.

## Werk
Harvie schreibt vor allem über die Geschichte Schottlands, insbesondere den schottischen Nationalismus. Er hat aber auch Bücher zu Nordseeöl, zum politischen Roman in Großbritannien und zur Regionalisierung Europas verfasst.